# Karitena
Karitena (griechisch Καρίταινα (f. sg.)) ist eine Ortsgemeinschaft in der Gemeinde Megalopoli im Hochland von Arkadien auf der Peloponnes in Griechenland mit 274 Einwohnern. Bis 2010 war es sie Sitz der Gemeinde Gortyna, die jedoch nach Megalopoli eingemeindet wurde. Neben dem namengebenden Dorf (232 Einwohner) gehören die Weiler Kalyvakia (19 Einwohner) und Karvounaris (23 Einwohner) zur Ortsgemeinschaft.

## Geografie
Karitena liegt auf 482 m Seehöhe im Bergland Arkadiens, oberhalb der Alfios-Schlucht. Die Ortschaft ist auf einem Sattel gelegen, über den man von der Hochebene von Megalopoli an die Westküste der Peloponnes gelangt.

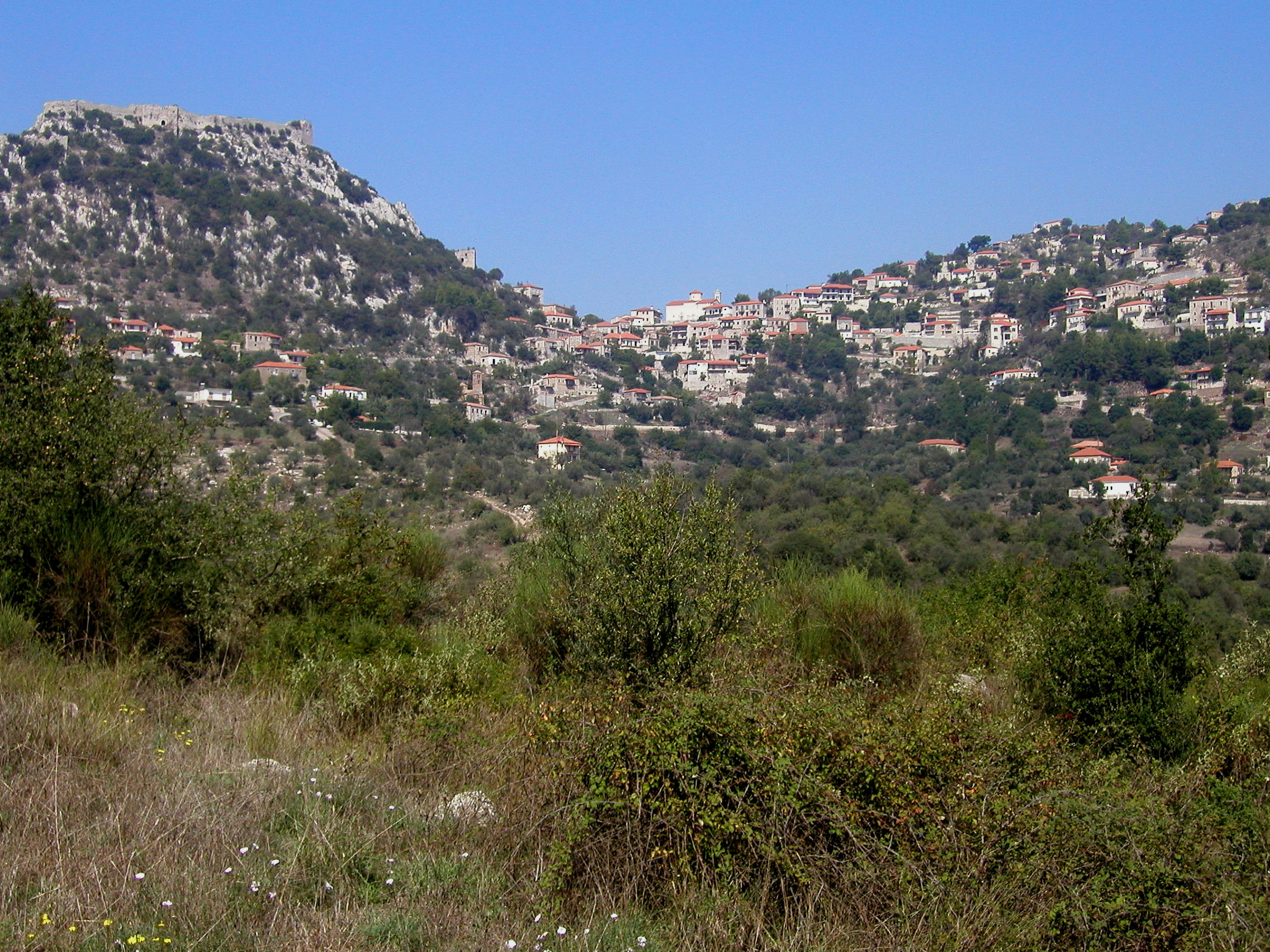
Karitena
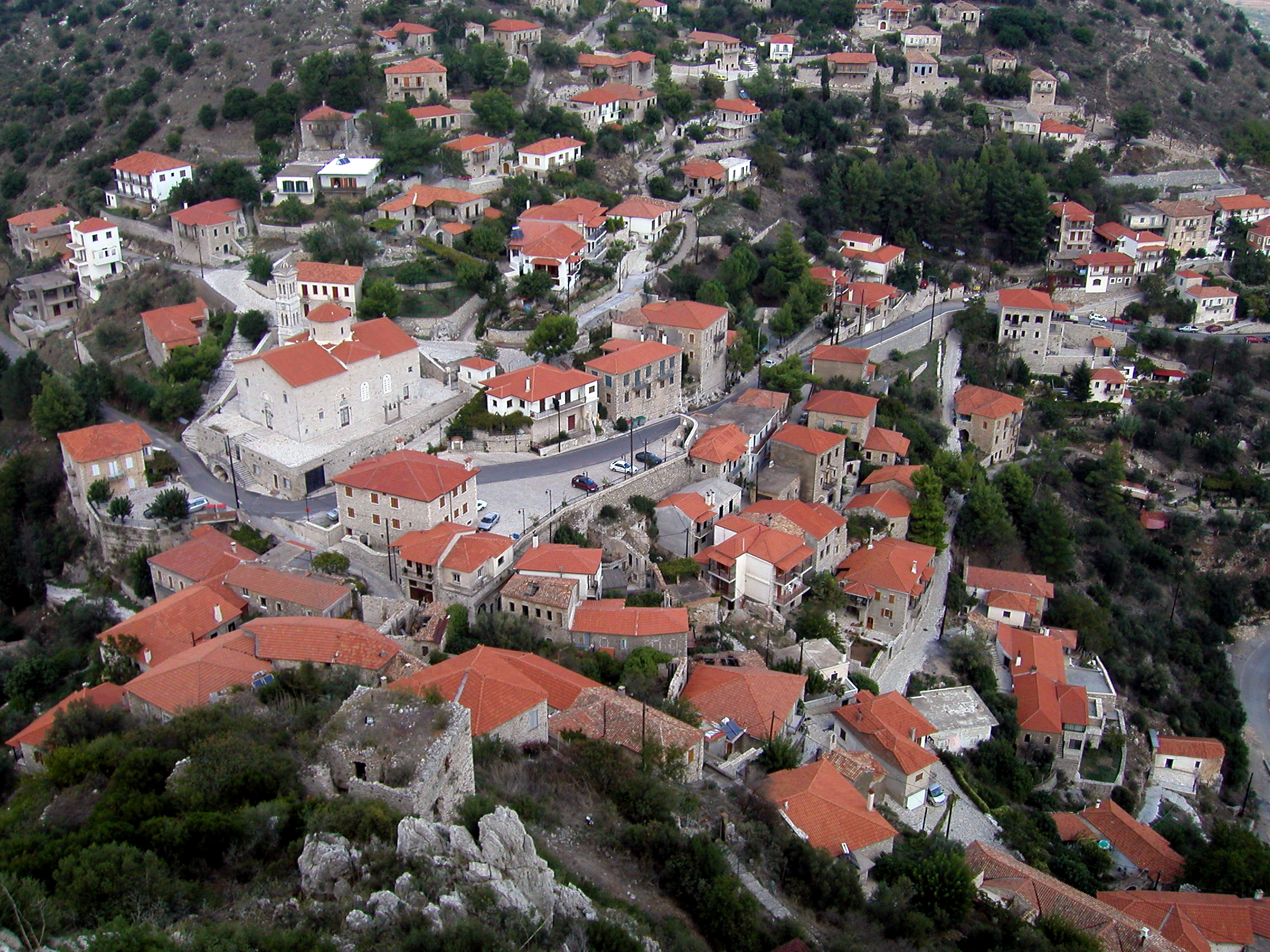
Blick von der Burg auf das Dorf
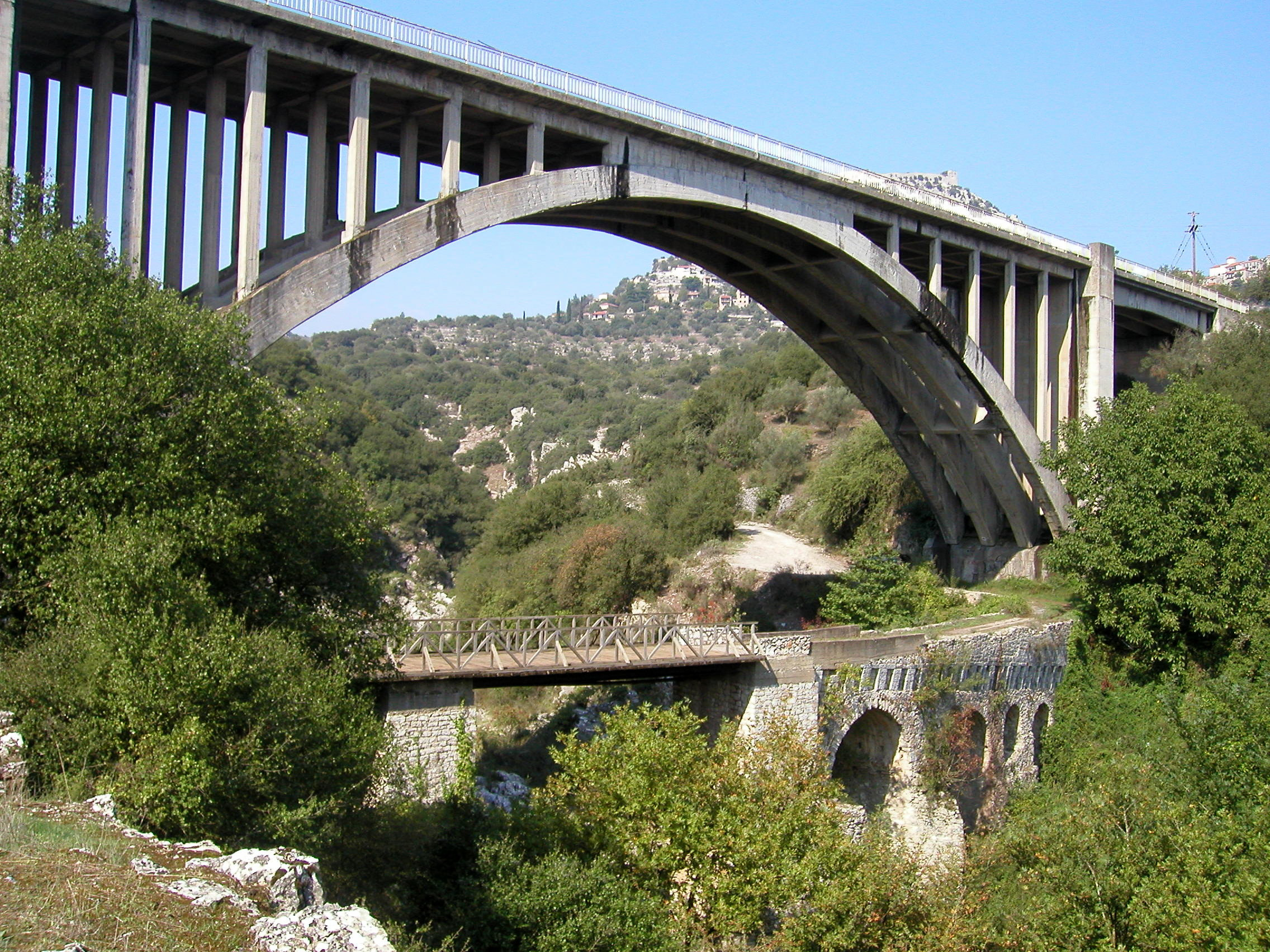
Fränkische und neue Brücke über den Alfios
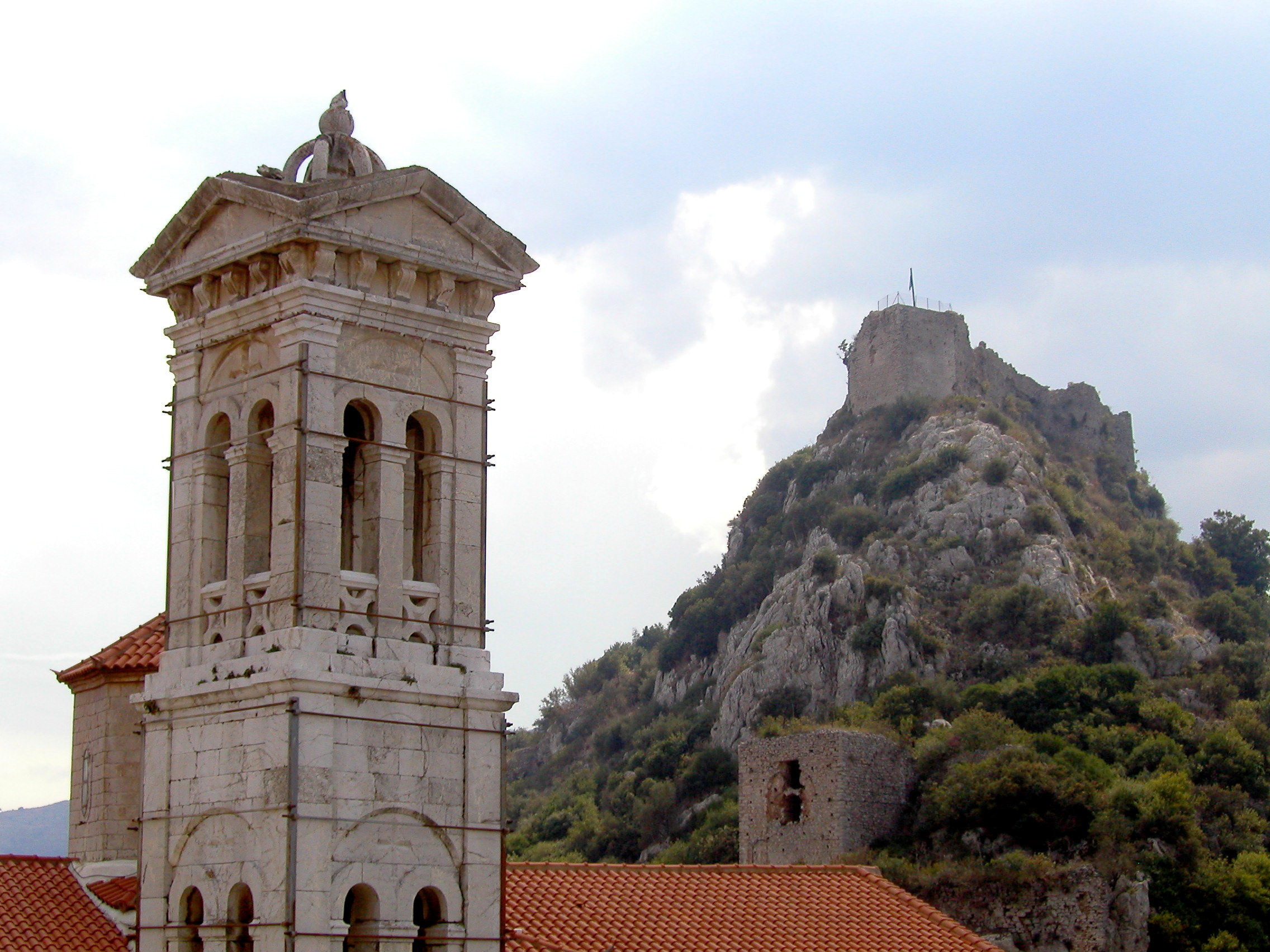
Kirchturm und Burg

## Geschichte
Die Existenz eines antiken Vorläufers der Siedlung ist nicht gesichert. Es spricht jedoch viel dafür, dass sich das antike Brenthe in der Nähe befand. Zur Zeit der Frankenherrschaft wurde der Ort mit einer Festung gesichert, die im Lauf der Geschichte von Byzantinern und Osmanen erobert wurde. Von den Venezianern wurde die Burg trotz einiger Versuche nie eingenommen. Im Griechischen Unabhängigkeitskrieg von 1821 spielte der Ort eine tragende Rolle, er ist der Heimatort des Freiheitskämpfers Theodoros Kolokotronis.

## Sehenswürdigkeiten
In Karitena gibt es eine Festung aus fränkischer Zeit, die 1254 am westlichen Hügel über der Stadt errichtet wurde. Heute sind nur mehr Überreste der Anlage erhalten (Außenmauern). Die Anlage ist zu Fuß erreichbar, der Eintritt ist frei. Am Friedhof des Ortes befindet sich eine byzantinische, dem heiligen Nikolaus geweihte Kirche aus dem 17. Jahrhundert. Südlich des Ortes befindet sich eine fränkische Brücke über den Fluss Alfios.